# Еналей Шугуров
Еналей Шугуров (тат. Canğali Şuğurov, Җангали Шугуров)(ум. 1616, Казань) — татарский бек (князь), предводитель похода "тушинцев" на Свияжск в 1609 году.
Во время Смуты принял сторону Лжедмитрия II. В 1609 г. вместе с князьями Брюшеем Еникеевым и Иваном Смаилевым организовал поход на Свияжск и Казань, однако в январе восставшие потерпели поражение под Свияжском от карательного отряда Ф.И. Шереметьева, а в марте — у д. Бурундуки от казанских войск.